# Madelene Sagström
Madelene Maria Sagström (Uppsala, 13 novembre 1992) è una golfista svedese, attiva principalmente nell'LPGA ed European Tour.

## Biografia
Figlia di Per e Lena Sagström, inizia a praticare golf all'età di nove anni presso l'Enköping Golf Club. Nel 2016 ha rivelato di essere stata vittima di abusi sessuali all'età di sette anni. Dal 2018 è legata sentimentalmente al caddie Jack Clarke.

## Carriera

### Dilettantismo
Nel 2009 vince il Campionato amatoriale di stroke-play svedese a 72 buche all'Österåker Golf Club, nei pressi di Stoccolma, con un vantaggio di sette colpi. Successivamente si aggiudica anche il Campionato francese juniores al Golf de Saint Cloud, ed è membro della squadra svedese ai Campionati europei a squadre femminili.
Iscrittasi all'Università statale della Louisiana di Baton Rouge, pratica golf a livello collegiale con le LSU Tigers and Lady Tigers venendo selezionata come Giocatrice dell'anno SEC nel 2015 e finalista ai Premi ANNIKA.

### Professionismo
Compie il suo debutto a livello professionale all'Helsingborg Open 2015, tappa svedese del Ladies European Tour. Più tardi ingaggia come allenatore l'ex giocatore e connazionale Robert Karlsson.

## Vittorie professionali (4)

### LPGA Tour (1)
| No. | Data            | Torneo                      | Punteggio di vittoria | Margine | Seconda      |
| --- | --------------- | --------------------------- | --------------------- | ------- | ------------ |
| 1   | 26 gennaio 2020 | Gainbridge LPGA at Boca Rio | −17 (72-62-67-70=271) | 1 colpo | Nasa Hataoka |

### Symetra Tour (3)
| No. | Data           | Torneo                                      | Punteggio di vittoria | Margine | Seconda          | Risultato |
| --- | -------------- | ------------------------------------------- | --------------------- | ------- | ---------------- | --------- |
| 1   | 17 aprile 2016 | Chico's Patty Berg Memorial                 | −9 (69-66-69-75=269)  | 1 colpo | Sophia Popov     | [ 3 ]     |
| 2   | 8 maggio 2016  | Self Regional Healthcare Foundation Classic | −6 (66-67-71-74=278)  | 6 colpi | Wichanee Meechai | [ 4 ]     |
| 3   | 2 ottobre 2016 | Murphy USA El Dorado Shootout               | −7 (69-68-72=209)     | 2 colpi | Becca Huffer     | [ 5 ]     |